# Dioctria puerilis
Dioctria puerilis là một loài ruồi trong họ Asilidae. Dioctria puerilis được Becker miêu tả năm 1923. Loài này phân bố ở vùng Cổ Bắc giới.